# Avtohemoragija
Avtohemoragija ali refleksna krvavitev je pojav, pri katerem žival namenoma sproži izliv hemolimfe oz. krvi iz svojega telesa. V primeru, da vsebuje telesna tekočina toksične snovi, je avtohemoragija učinkovita kemična protiplenilska prilagoditev.
Primeri živali s sposobnostjo avtohemoragije so:
- hrošči:
  - piščnjaki in travnice (Meloidae) (kantaridin)
  - lepenci (antrakinon)
    - Timarcha

  - polonice[2]
- kožekrilci:
  - ličinke rastlinskih os (Symphyta)
  - ličinke vrbnic (Plecoptera)
- kobilice:
  - prave cvrčalke
  - Acanthoplus discoidalis
  - Enyaliopsis nyala
  - Phymateus viridipes
- Severnoameriški bodičasti kuščarji (Phrynosomatidae)
  - Phrynosoma